# 前後即因果の誤謬
前後即因果の誤謬（ぜんごそくいんがのごびゅう、ラテン語: post hoc ergo propter hoc、英: post hoc）とは、ある事象が別の事象の後に起きたことを捉えて、前の事象が原因となって後の事象が起きたと判断する誤謬（因果の誤謬）である。前後関係と因果関係の混同。相関関係の順序があまり重視されない「虚偽の原因の誤謬」とは微妙に異なる。
前後即因果の誤謬は、時系列に因果関係があると見なす点で誤りとなる傾向がある。誤謬は、因果関係を否定するような他の要因を無視し、事象の順序だけに基づいて結論を導くことで生じる。身近なところでは、迷信や呪術的思考の多くはこの誤謬に分類される。

## 形式
前後即因果の誤謬は以下のような形式で表せる。
- A が発生し、その後 B が発生した。
- 従って、A が原因となって B が起きた。

B が好ましくない事象である場合、この形式を逆転させることが多い。すなわち、「B を防ぐためには A を防げばよい」という形式である。

## 例

### T・エドワード・デイマー
| 「                                                                    | I can't help but think that you are the cause of this problem; we never had any problem with the furnace until you moved into the apartment." The manager of the apartment house, on no stated grounds other than the temporal priority of the new tenant's occupancy, has assumed that the tenant's presence has some causal relationship to the furnace's becoming faulty. | 」 |
| —Attacking Faulty Reasoning （T. Edward Damer, Third Edition p. 131） | |    |

| 「 | （日本語訳）「私はあなたが問題の原因だと思わずにはいられない。あなたがこのアパートに引っ越してくるまで暖房設備には何の問題もなかった」このアパートの大家は、新しい入居者が入居してから問題が起きたという前後関係のみを根拠として、暖房設備が故障したことと因果関係があると仮定した。 | 」 |

### S・モリス・エンゲル
| 「                                                          | More and more young people are attending high schools and colleges today than ever before. Yet there is more juvenile delinquency and more alienation among the young. This makes it clear that these young people are being corrupted by their education. | 」 |
| —With Good Reason （S. Morris Engel, Fifth Edition p. 165） | |    |

| 「 | （日本語訳）高校や大学への進学率はかつてないほど高くなってきた。それでも、少年犯罪や問題を抱えた若者はかつてより多い。若者が教育によって堕落させられていることは明白である。 | 」 |